# Miguel Urabayen
Miguel Urabayen Cascante (Pamplona, 12 de marzo de 1926-ibídem, 3 de enero de 2018) fue un periodista, catedrático de periodismo, doctor en Derecho y crítico de cine español.

## Biografía
Hijo de Leoncio Urabayen Guindo, catedrático y director (de 1934 a julio de 1936) de la Escuela Normal de Pamplona, pionero de la Geografía Humana en Navarra. Sobrino del escritor Félix Urabayen.
Fue Profesor de Estructura de la Información Periodística en las Facultades de Comunicación de las Universidades de Navarra y Complutense de Madrid (plaza obtenida por oposición en 1982), dando un contenido original a esta asignatura de la carrera de Periodismo.
Profesor de Prensa Comparada en el Programa de Graduados Latino-Americanos (PGLA) de la Universidad de Navarra desde 1972 a 1989.
De 1971 a 1978 fue director del semanario “Norte Deportivo”, publicado por Diario de Navarra.
Visiting Professor en The Poynter Institute (St. Petersburg, Florida, EUA) durante quince años, de 1985 a 1999.
A partir de 1986 comenzó a impartir, primero como seminario y después como asignatura, el curso “Cultura de la imagen periodística”, entonces nuevo en las Universidades españolas, en el que se estudiaban por medio de cientos de diapositivas tanto las fotografías como los mapas, gráficos, caricaturas, cómics e ilustraciones de la prensa. También se estudiaban primeras planas de diarios y portadas de revistas. Fue el curso precursor de las asignaturas después llamadas “Diseño periodístico” o “Periodismo visual”.
De 1978 a 2005 fue invitado a impartir conferencias y seminarios en Facultades, Institutos y Asociaciones de Prensa, tanto de España como de Alemania, Argentina, Brasil, Colombia, Costa Rica, Chile, Ecuador, Estados Unidos, Francia, México, Uruguay y Venezuela.
Durante varios años fue jurado en los Premios Malofiej concedidos anualmente por el Capítulo español de la SND desde 1993. Como recuerdo de su colaboración, el premio otorgado al mejor mapa lleva su nombre.
Como crítico de cine, fue durante muchos años el más veterano de la prensa diaria española. Comenzó a publicar sus crónicas en octubre de 1953 en “El Pensamiento Navarro” y siguió hasta febrero de 1971. A partir de marzo de ese año las publicó en “Diario de Navarra” donde desde 1999 aparecían en una página por semana. En total, habrá escrito más de cinco mil críticas cinematográficas.
Durante mayo de 2010 presentó en Pamplona el ciclo de Cine Bélico “La guerra en Europa vista por Hollywood” en el que analizó cuatro películas (una por semana) y las acciones reales sobre las que se basaban, explicadas con mapas, gráficos y diapositivas.
Promovió junto a José Irigoyen y otros aficionados a la aviación el Aeroclub de Pamplona, relacionado en su origen con el actual aeropuerto de Noáin.
De 1963 a 1966 fue gestor de la creación del Golf de Ulzama, eligiendo el lugar donde se encuentra su campo.
De 1999 a 2000 fue uno de los tres comisarios de la exposición fotográfica “España ayer y hoy” que la Sociedad Estatal España Nuevo Milenio presentó en el Museo Reina Sofía desde el 23 de mayo al 4 de septiembre de 2000.

## Premios y homenajes
Medallas del Círculo de Escritores Cinematográficos
| Año  | Categoría                | Obra                               | Resultado |
| ---- | ------------------------ | ---------------------------------- | --------- |
| 1969 | Mejor labor periodística | Trabajos en El Pensamiento Navarro | Ganador   |
| 2004 | Mejor labor literaria    | Crítica en Diario de Navarra       | Ganador   |

- Homenajeado por el Festival de Cine de Pamplona (octubre de 2009).
- Lifetime Achievement Award, concedido por la Society of News Design (SND), principal organización del diseño periodístico mundial, por su labor didáctica al considerarle “uno de los mejores divulgadores, no sólo de la infografía periodística sino de la imagen como herramienta clave para crear noticias”.[5] (septiembre de 2009)
- Premio Teobaldo, al trabajo periodístico de Cultura, de la Asociación de Periodistas de Navarra (2017)[6]
- Homenaje en el Baluarte (Pamplona, 8 de enero de 2018).[7]

## Publicaciones
Autor de artículos y libros sobre temas de prensa. Entre estos últimos:
- “Vida privada e información. Un conflicto permanente” (1977, primer estudio sobre este tema en España, publicado durante la transición a la democracia)
- “Antecedentes históricos de la cláusula de conciencia. El modelo francés” (1978)
- “Los folletones en El Sol de Félix Urabayen” (1983, primer libro dedicado a su memoria”),
- “Estructura de la Información Periodística. Concepto y Método” (primera edición 1988, segunda 1993),
- “Décrypter la presse écrite espagnole” (2000, con J.P.Castellani).
- Dirigió y supervisó al equipo de traductores del “Dictionnaire du Cinéma” editado en París por Larousse en 1986. La versión castellana, un gran volumen de 904 páginas, apareció en España en 1991.
- En 1997 publicó el libro “Las cien mejores películas. Una selección muy personal” en el que reunió las cien crónicas publicadas en otros tantos días seguidos durante 1996 en “Diario de Navarra” (aparte de sus crónicas semanales) para conmemorar el centenario del cine.